# Wymysłowo (Wągrowiec)
Pour les articles homonymes, voir Wymysłowo.
Wymysłowo (prononciation : [vɨmɨˈswɔvɔ]) est une localité polonaise de la gmina de Mieścisko dans le powiat de Wągrowiec de la voïvodie de Grande-Pologne dans le centre-ouest de la Pologne.

## Histoire
De 1975 à 1998, la localité faisait partie du territoire de la voïvodie de Poznań.

Depuis 1999, Wymysłowo est située dans la voïvodie de Grande-Pologne.